# Lisa Evans
Lisa Catherine Evans (Perth, 21 de mayo de 1992) es una futbolista escocesa que juega como defensa, extremo o delantera en el Glasgow City de la Scottish Women's Premier League de Escocia y en la selección de fútbol escocesa.
Evans jugó de pequeña en el Saint Johnstone FC. Comenzó su carrera a los 16 años en el Glasgow City, con el que debutó en la Liga de Campeones en 2009. En 2011 debutó con la selección escocesa.

## Carrera

### Glasgow City (2008-2012)
Evans debutó en la Scottish Women's Premier League con el Glasgow City en agosto de 2008. Durante su estancia en el equipo, ganó la liga escocesa cuatro veces, 2009-2012, dos veces la Scottish Women's Premier League Cup, 2009 y 2012, y la Copa de Escocia Femenina en tres ocasiones, 2009, 2011 y 2012. En 2011, ganó el premio a la Mejor Jugadora del Año.

### Turbine Potsdam (2012-2015)
El 12 de junio de 2012 se anunció  que Evans había firmado un contrato con el Turbine Potsdam de la Bundesliga Femenina. Evans formó parte del equipo que quedó subcampeón en la liga de la temporada 2012/2013 y en la Copa de Alemania del mismo año y el siguiente. Durante su estancia jugó 41 partidos, marcando 7 goles en el proceso.

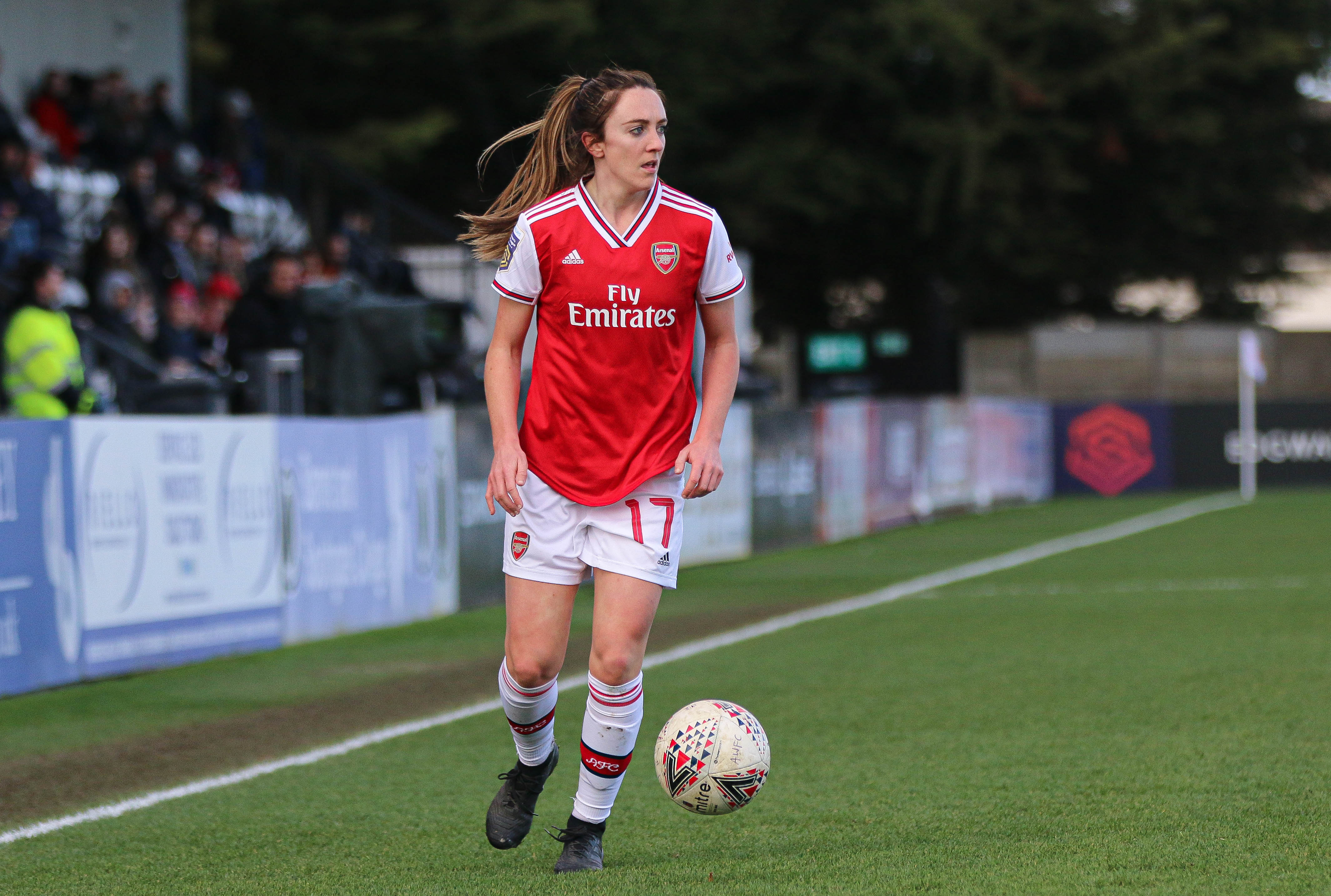
Evans durante un partido con el Arsenal en 2020.

### Bayern Múnich (2015-2017)
En abril de 2015, Lisa anunció que había firmado un contrato de tres años con el Bayern Múnich. En la temporada 2015/2016 ganó la liga alemana y se convirtió en subcampeona en la siguiente. Durante su estancia en el Bayern compitió en la Liga de Campeones de la temporada 2015/2016 y de 2016/2017. Hizo 32 apariciones y marcó dos goles.

### Arsenal (2017-2021)
El 29 de junio de 2017 Lisa firmó un contrato con el Arsenal de la FA WSL. Con su nuevo entrenador, Joe Montemurro, Evans tuvo que adaptarse a jugar en nuevas posiciones. Durante su primera temporada jugó 18 partidos, marcando dos veces, ganó la WSL Cup y quedó de segunda en la Women's FA Cup. 
En la siguiente temporada, jugó las mismas veces que la anterior, fue subcampeona de la WSL Cup y ganó la FA WSL. En diciembre de 2018, extendió su contrato. El 31 de marzo de 2019, jugó su partido número 50 con el club contra el Birmingham City. El Arsenal ganó el partido 1-0, lo que les permitió clasificarse para la Liga de Campeones por primera vez desde 2014.

### West Ham United (cesión) (2021-)
El 13 de agosto de 2021 se anunció que Evans sería cedida al West Ham United durante la temporada 2021-22.

## Selección nacional

### Categorías inferiores
- Selección Sub-17: 9 apariciones y 4 goles.[8]
- Selección Sub-19: 23 apariciones y 5 goles.[9]

### Selección absoluta
Evans debutó con la Selección nacional de Escocia en octubre de 2011 en un partido contra Gales. En febrero de 2012, marcó su primer gol.Participó en la clasificación de la Eurocopa 2017.
Evans marcó tres goles durante el Clasificación de UEFA para el Mundial de 2015. Escocia terminó segundo en el grupo y avanzó hasta los play-offs, donde fue eliminado por los Países Bajos.
En 2017, Escocia se clasificó por primera vez para la Eurocopa. Evans fue seleccionada para representar a su país en la Eurocopa 2017. Participó en los tres partidos de la ronda de grupos.
Haber quedado primero de su grupo en la Eurocopa permitió a Escocia clasificarse para el Mundial de 2019. El 15 de mayo de 2019 se anunció que Evans había sido convocada para participar en el torneo. Evans dio la asistencia en el primer gol de su país en un Mundial.

### Scottish FA Girls Soccer Centres
La Asociación Escocesa de Fútbol inició los Girls' Soccer Centres en Escocia en 2017 con la intención de aumentar la participación de niñas en el fútbol. Evans fue nombrada embajadora en la Región Este.

### Goles
| #  | Fecha                    | Lugar                                                | Rival                | Resultado | Competición                                 | Goles |
| -- | ------------------------ | ---------------------------------------------------- | -------------------- | --------- | ------------------------------------------- | ----- |
| 1  | 5 de febrero de 2012     | Solitude, Belfast, Irlanda del Norte                 | Irlanda del Norte    | 5–1       | Amistoso                                    | 1     |
| 2  | 9 de mayo de 2012        | Stadion Kazimierza Deyny, Starogard Gdański, Polonia | Polonia              | 3–1       | Amistoso                                    | 1     |
| 3  | 8 de marzo de 2013       | GSZ Stadium, Larnaca, Chipre                         | Inglaterra           | 4–4       | Copa de Chipre 2013                         | 1     |
| 4  | 22 de septiembre de 2013 | Tórsvøllur, Tórshavn, Islas Feroe                    | Islas Feroe          | 7–2       | Ronda de clasificación para el Mundial 2015 | 1     |
| 5  | 26 de septiembre de 2013 | Fir Park, Motherwell, Escocia                        | Bosnia y Herzegovina | 7–0       | Ronda de clasificación para el Mundial 2015 | 1     |
| 8  | 7 de marzo de 2013       | GSP Stadium, Nicosia, Chipre                         | Países Bajos         | 4–3       | Copa de Chipre 2014                         | 3     |
| 9  | 10 de marzo de 2013      | GSZ Stadium, Larnaca, Chipre                         | Australia            | 4–2       | Copa de Chipre 2014                         | 1     |
| 10 | 5 de abril de 2014       | Fir Park, Motherwell, Escocia                        | Polonia              | 2–0       | Ronda de clasificación para el Mundial 2015 | 1     |
| 11 | 23 de octubre de 2015    | Fir Park, Motherwell, Escocia                        | Bielorrusia          | 7–0       | Ronda de clasificación Europeo 2017         | 1     |
| 12 | 29 de noviembre de 2015  | St Mirren Park, Paisley, Escocia                     | Macedonia del Norte  | 10–0      | Ronda de clasificación Europeo 2017         | 1     |
| 13 | 6 de marzo de 2017       | Makario Stadium, Nicosia, Chipre                     | Austria              | 3–1       | Copa de Chipre 2017                         | 1     |
| 14 | 6 de marzo de 2017       | Falkirk Stadium, Falkirk, Escocia                    | Rumania              | 2–0       | Amistoso                                    | 1     |
| 15 | 24 de octubre de 2017    | Paisley 2021 Stadium, Paisley, Escocia               | Albania              | 5–0       | Ronda de clasificación Mundial 2019         | 1     |
| 16 | 6 de marzo de 2017       | Pinatar Arena, Murcia, España                        | Nueva Zelanda        | 2–0       | Amistoso                                    | 1     |
| 17 | 12 de junio de 2018      | Kielce City Stadium, Kielce, Polonia                 | Polonia              | 3–2       | Ronda de clasificación Mundial 2019         | 1     |

## We Play Strong
Evans es una de las embajadoras oficiales de la UEFA para el proyecto We Play Strong. Esta es una campaña en las redes sociales creada en 2018 para hacer el fútbol el deporte más jugado por mujeres en 2020. Junto con Beth Mead, Sarah Zadrazil, Eunice Beckmann, Laura Feiersinger, Patronella Ekroth y Shanice van de Sanden, comparte su día a día como jugadora profesional.

## Palmarés

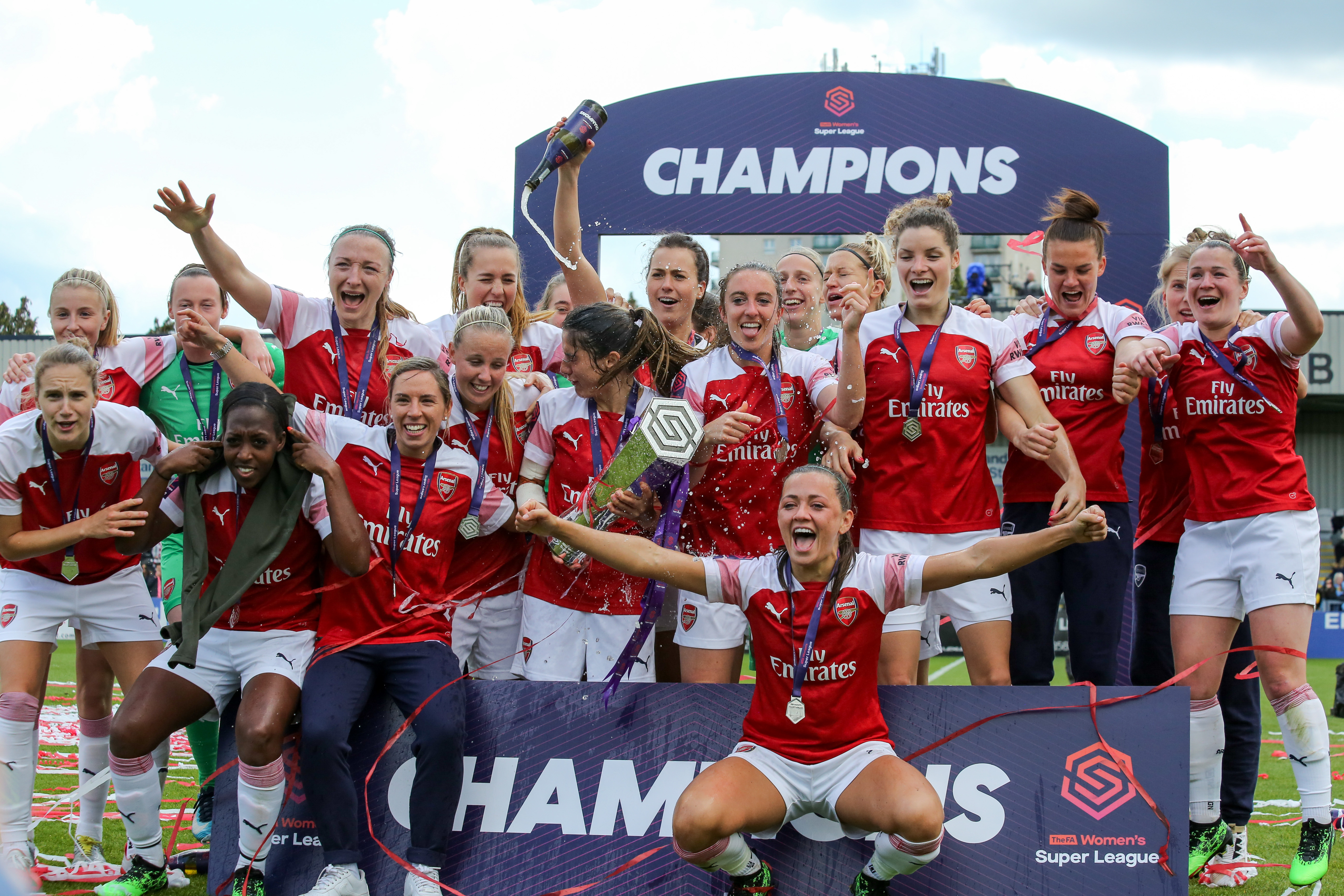
Evans celebrando con el equipo el título de liga.

### Glasgow City
- Scottish Women's Premier League: 2009, 2010, 2011, 2012
- Copa de Escocia: 2009, 2011, 2012
- League Cup: 2009, 2012

### Bayern Múnich
- Bundesliga: 2015-16

### Arsenal
- League Cup: 2018
- FA WSL: 2018-19

## Vida privada
Evans mantuvo una relación hasta el 2022 con su excompañera de equipo e internacional neerlandesa Vivianne Miedema.